# Esclave des Amazones
Pour plus de détails, voir Fiche technique et Distribution.
Esclave des Amazones (Love Slaves of the Amazons) est un film d'aventure américain écrit et réalisé par Curt Siodmak, sorti en 1957.

## Synopsis
Un jeune archéologue américain, le docteur Peter L. Masters, séjournant à Manaos, au Brésil, reçoit les confidences d'un excentrique : Crespi. Ce dernier lui apprend l'existence d'une troupe de femmes blondes et cruelles sur les bords de l'Amazone. Pour lui prouver le bien-fondé de ses affirmations, il lui dévoile une statuette d'or massif. Intrigué par cette découverte, Masters voyage dans cette communauté féminine. Mais, à sa plus grande surprise, les guerrières Amazones dévoilent leur cruauté envers les hommes qu'elles veulent dresser comme des esclaves sexuels. Aussitôt arrivé, Masters est rapidement prisonnier dans la jungle où il rencontre une captive, Gina. Le couple prépare leur évasion...

## Fiche technique
- Titre original : Love Slaves of the Amazons
- Titre français : Esclave des Amazones
- Réalisation et scénario : Curt Siodmak
- Montage : Oswald Hafenrichter et Terry O. Morse
- Photographie : Mario Pagés
- Production : Terry O. Morse et Curt Siodmak
- Société de production : Jewell Productions
- Société de distribution : Universal International
- Pays d'origine :  États-Unis
- Langue originale : anglais
- Format : noir et blanc
- Genre : film d'aventure
- Durée : 81 minutes
- Dates de sortie : 
  - États-Unis : décembre 1957
  - France : 4 avril 1959

## Distribution
- Don Taylor : Dr. Peter Masters
- Gianna Segale : Gina Vanni
- Eduardo Ciannelli : Dr. Crespi
- Harvey Chalk : Aldemar Silva
- Wilson Viana : Fernando
- Eugenio Carlos : Carlos, le frère de Fernando
- Tom Payne : Dr. Mario Dellamano
- Gilda Nery : une amazone
- Ana Maria Nabuco : la reine Conori